# سهام ذهني
سهام يحيى محمد ذهنى، كاتبة صحفية مصرية، مواليد 16 يناير 1956، بالقاهرة. والدة جمال ومحمد دياب.

## الدراسة والحياة العملية
- تخرجت من كلية الإعلام جامعة القاهرة عام 1977.
- عملت صحفية بمجلة صباح الخير القاهرية منذ عام 1976 حتى اليوم.
- عملت مسئولة تحرير مجلة سيدتي في مصر منذ عام 1984 حتى عام 1991.
- عملت "رئيسة تحرير "جريدة الحلوة" منذ سبتمبر 2006 حتى فبراير 2007.
- تنشر حاليا مقالا أسبوعيا بمجلة «صباح الخير» القاهرية.
- نشرت مقالات بمجلة «مجلة نصف الدنيا» ومجلة «الأهرام العربي».
- نشرت حلقات بعنوان «أهوال ضد المسجد الأقصى» بموقع «اليوم السابع»، وتم تحويلها إلى كتاب يحمل الاسم نفسه.

## أعمالها
للكاتبة سهام ذهني، العديد من المؤلفات، منها:
- كتاب كلام خاص جدا. 1998.
- كتاب الحب والزواج السرى، صدر من دار أخبار اليوم، ضمن مطبوعات كتاب اليوم. عام 2001.
- كتاب ثرثرة مع نجيب محفوظ، صدر من دار أخبار اليوم، ضمن مطبوعات كتاب اليوم، عام 2002.
- كتاب من أيام عبد الناصر والسادات، صدر عن الهيئة المصرية العامة للكتاب، عام 2003.
- كتاب بالنشوى قلبى ارتوى، صدر عن الهيئة المصرية العامة للكتاب، ضمن مطبوعات مكتبة الأسرة، عام 2003.
- كتاب مروان البرغوثى، صدر عن دار العين، عام 2007.
- كتاب الشهوة والوجدان، صدر عن دار نهضة مصر، 2007.
- كتاب تصبح على خير أيها الحزن، صدر عن دار أخبار اليوم، ضمن مطبوعات كتاب اليوم، عام 2010.
- كتاب «أهوال ضد المسجد الأقصى»، صدر عن «مركز الإعلام العربي» يونيو 2011.
- كتاب «في رحاب القرآن: لا أفسر ولكني أتأمل» صدر في شهر رمضان المبارك الموافق لشهر يونيو عام 2016.
- كتاب إلكتروني «أهلاً رمضان» صدر عن دار كتوبيا للنشر والتوزيع في شهر رمضان المبارك الموافق لشهر مارس 2024.
- كتاب «تحرير الأقصى بشارة القرآن» صدر عن دار كتوبيا للنشر والتوزيع، نوفمبر 2024.
- كتاب «أحب رائحة الليمون: حوارات مع نجيب محفوظ» صدر عن وزارة الثقافة المصرية، الهيئة العامة للكتاب، ديسمبر 2024.

## جوائز
حصلت سهام ذهني على عدد من الجوائز:
- جائزة مصطفى أمين وعلي أمين 2007.
- جائزة أحمد بهاء الدين في المقال عام 2002.
- جائزة نقابة الصحفيين المصريين في الحوار عام2000.
- جائزة على وعثمان حافظ في التحقيقات الصحفية عام 1991.

## وصلات خارجية
لقاء في برنامج «صباح دريم» حول كتاب أهوال ضد المسجد الأقصي، الحلقة بتاريخ 7 يوليو 2011 :